# Smúixkine
Smúixkine (en (ucraïnès): Смушкине, en rus: Смушкино, Smúixkino) és un poble de la República Autònoma de Crimea, a Ucraïna, que el 2014 tenia 17 habitants. Pertany al districte rural de Krasnoperekopsk. Fins al 1948 la vila es deia Kalantxak.